# Fille de pirates
Pour plus de détails, voir Fiche technique et Distribution.
Fille de pirates (The Wishing Ring; An Idyll of Old England) est un film muet américain de Maurice Tourneur, sorti en 1914.

## Synopsis
Giles est considéré comme un bon à rien par son père, le comte de Bateson, et il est d'ailleurs exclus de l'université pour avoir trop fait la fête. Le comte refuse de lui pardonner tant qu'il n'aura pas gagné par lui-même une demi-couronne. Giles se rend alors chez son parrain, M. Annesley, où il accepte d'être jardinier. Là-bas, il rencontre Sally, la fille d'un pauvre pasteur, alors qu'elle était en train de voler des roses pour la paroisse de son père, et il tombe amoureux d'elle. Quand Sally apprend que Giles et son père sont fâchés, elle fait le vœu de les réconcilier. Elle se rend chez le comte, le charme et devient pour lui une personne de confiance. Lorsqu'elle se blesse en essayant de cueillir des herbes pour soigner sa goutte, le comte lui rend visite. En route, il s'arrête à une auberge et donne une demi-couronne pour qu'on soigne son cheval. En fait c'est Giles qui reçoit cet argent, et l'ayant gagné honnêtement il est pardonné par son père et il se marie avec  Sally en ayant la bénédiction du comte.

## Fiche technique
- Titre : Fille de pirates
- Titre original : The Wishing Ring; An Idyll of Old England
- Réalisation : Maurice Tourneur
- Scénario : Maurice Tourneur, d'après la pièce The Wishing Ring d'Owen Davis
- Photographie : John Van Den Broek
- Société de production : World Film Corporation
- Société de distribution : World Film Corporation
- Pays d'origine :  États-Unis
- Langue originale : anglais
- Format : noir et blanc (certaines scènes colorisées) — 35 mm — 1,37:1 — Muet
- Genre : Comédie dramatique
- Durée : 54 minutes (5 bobines)
- Date de sortie :
  - États-Unis : 9 novembre 1914
- Licence : domaine public

## Distribution
- Vivian Martin : Sally, la fille du pasteur
- Alec B. Francis : le comte de Bateson
- Chester Barnett : Giles, son fils
- Simeon Wiltsie : le pasteur
- Walter Morton : Annesley
- Johnny Hines : un garçon joyeux
- Holbrook Blinn